# Comitatul Liptó
Comitatul Liptó, cunoscut și ca Varmeghia Liptó (în maghiară Liptó vármegye, în germană Komitat Liptau, în latină Comitatus Liptoviensis, în poloneză Liptów, în slovacă Liptovská župa), a fost o unitate administrativă a Regatului Ungariei din secolul al XV-lea și până în 1920. În prezent, teritoriul acestuia se găsește în nordul Slovaciei. Capitala comitatului a fost orașul Liptovský Mikuláš (în maghiară Liptószentmiklós, în germană Liptau-Sankt-Nikolaus).

## Geografie
Comitatul Liptó se învecina la nord-est cu landul austriac Galiția, la nord cu Comitatul Árva (Orava), la vest cu Comitatul Turóc (Turiec), la sud cu comitatele Zólyom (Zvolen) și Gömör-Kishont (Gemer-Malohont) și la est cu Comitatul Szepes (Spiš). Teritoriul comitatului se afla de-a lungul văii montane a râului Váh între Tatra Mare și Tatra Mică. Suprafața comitatului în 1910 era de 2.246 km², incluzând suprafețele de apă.
În prezent, teritoriul fostului comitat Liptó se află în mare parte în regiunile Ružomberok și Liptovský Mikuláš din nordul Slovaciei. Trei sate (Liptovská Teplička, Štrba și Štrbské Pleso) se află acum în regiunea Poprad.

## Istorie
Comitatul Liptó a fost înființat înaintea secolului al XV-lea. Capitalele comitatului au fost Castelul Liptó și satele Liptovská Mara și Nemecká Ľupča (Partizánska Ľupča), iar din 1677 capitala a fost orașul Liptovský Mikuláš.
La sfârșitul Primului Război Mondial, teritoriul său a devenit parte componentă a noului stat Cehoslovacia, aceste modificări de granițe fiind recunoscute prin Tratatul de la Trianon (1920). 
În 1993, Cehoslovacia s-a divizat și teritoriul fostului comitat Liptó a devenit parte a Slovaciei.

## Demografie
În 1891, populația comitatului era de 76.850 locuitori, dintre care: 
- Slovaci -- 72.067 (93,78%)
- Germani -- 2.568 (3,34%)
- Maghiari -- 1.771 (2,30%)

În 1910, populația comitatului era de 86.906 locuitori, dintre care: 
- Slovaci -- 78.098 (89,86%)
- Maghiari -- 4.365 (5,02%)
- Germani -- 2.591 (2,98%)

## Subdiviziuni
La începutul secolului 20, subdiviziunile comitatului Liptó erau următoarele:
| Districte (járás)                          | Districte (járás)                                            |
| District                                   | Capitală                                                     |
| ------------------------------------------ | ------------------------------------------------------------ |
| Liptószentmiklós                           | Liptószentmiklós --- Liptovský Mikuláš                       |
| Liptóújvár                                 | Liptóújvár --- Liptovský Hrádok                              |
| Németlipcse                                | Németlipcse --- Nemecká Ľupča (în prezent Partizánska Ľupča) |
| Rózsahegy                                  | Rózsahegy --- Ružomberok                                     |
| Districte urbane (rendezett tanácsú város) |                                                              |
| Rózsahegy --- Ružomberok                   |                                                              |

Cele mai mari orașe ale comitatului erau Ružomberok (Rosenberg), Liptovský Mikuláš (Liptau-Sankt Nikolaus) și Liptovský Hrádok.